# Finitizam (matematika)
U matematici i filozofiji matematike, pojam Finitizam označava koncepciju koja pooštrava konstruktivistički pristup (u diskusijama o osnovama matematike početkom 20. stoljeća, koristio se naziv intuicionizam). (Drugačije značenje pojam Finitizam ima u filozofiji općenito. Vidi članak Finitizam (filozofija).)
Kao i drugi oblici konstruktivizma, finitizam zastupa načelo da matematički predmeti (objekti, koncepti) trebaju biti dati tako, da postoji postupak konstrukcije koji može biti izvršen odnosno završen. Pri tome postoje razlike kako to "izvršiti" odnosno "završiti" treba shvatiti. Razni oblici konstruktivizma obično prihvaćaju potencijalnu beskonačnost: prihvaćaju se kao "konstruktivni" oni postupci ili algoritmi takvi da se svaki pojedini korak može načelno obaviti jednom u budućnosti, iako zahtijevaju beskonačni broj koraka da bi se dati predmet zaista konstruirao (što se naravno ne može obaviti u konačnom vremenu, čak i korištenjem svih računala koja na svijetu postoje ili će postojati). 
Finitizam ide korak dalje i odbacuje takve konstrukcije. Osobitu primjenu ima u geometriji.

## Vanjske poveznice
Finitism in geometry . članak u Stanford Encyclopedia of Philosophy